# Hyundai i20 N Rally1
La Hyundai i20 N Rally1 è una vettura da competizione derivata dalla terza generazione della Hyundai i20, progettata e costruita appositamente per competere nel campionato del mondo rally dalla Hyundai Motorsport, il reparto sportivo della casa sudcoreana con base in Germania a partire dal 2022.

## Contesto
La i20 N è il secondo veicolo del campionato WRC con motorizzazione ibrida, che segue il nuovo regolamento Rally1 introdotto a partire dalla stagione 2022. Si basa sulla versione stradale dell'utilitaria i20 N ed è stata sviluppata allo scopo di sostituire la Hyundai i20 Coupe WRC, che ha gareggiato tra il 2017 e il 2021. L'auto è stata presentata in anteprima il 10 gennaio 2021 attraverso un evento on line, per poi debuttare ufficialmente insieme alla Toyota GR Yaris Rally1 e Ford Puma Rally1 il 15 gennaio 2022 a Salisburgo. Alla guida della vettura sono stati confermati Ott Tänak, Thierry Neuville, Dani Sordo e Oliver Solberg.

## Tecnica
La vettura riprende alcuni elementi dalla i20 Coupe WRC, tra cui il motore endotermico che è il T-GDI da 1,6 litri a quattro cilindri con distribuzione a doppio albero a camme in testa a 16 valvole e iniezione diretta, che eroga una potenza di 280 kW (381 CV). A quest'ultimo viene abbinato un motore elettrico da 100 kW che può ruotare ad un regime massimo di 12.000 giri/min. Insieme, i due motori raggiungono una potenza combinata di 378 kW (514 CV). La batteria da 3,9 kWh del sistema ibrido si ricarica attraverso una presa esterna come le ibride plug-in oppure quando il veicolo frena o rallenta per inerzia, consentendo un'autonomia in modalità puramente elettrica di circa 20 chilometri. Il sistema di recupero dell'energia è prodotto dalla Compact Dynamics ed è standard per tutte le vetture. La trasmissione è costituita da un sistema con frizione automatica (AKS) e cambio semiautomatico sequenziale a 5 marce a innesti frontali.

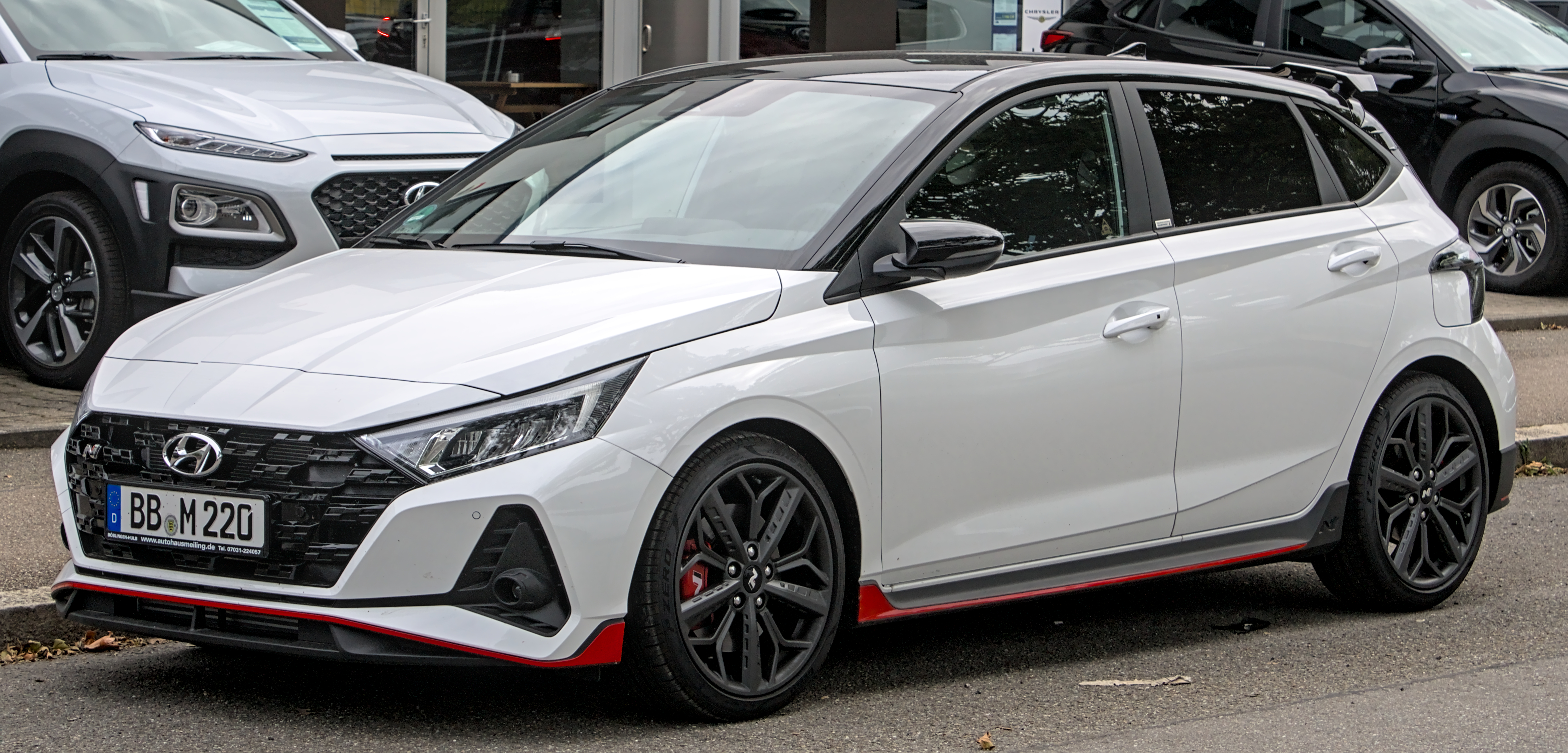
i20 N stradale

## Versione stradale
La Hyundai i20 N stradale è basata sulla i20 N di terza generazione, al quale però la divisione Hyundai Motorsport e Hyundai N dell'azienda ha apportato pesanti modifiche.
Questa versione è anch'essa alimentata da un motore a quattro cilindri in linea turbocompresso da 1,6 litri, ma viene abbinato a un cambio manuale a 6 marce ed eroga 204 CV (150 kW) e 275 Nm, accelerando da 0 a 100 km/h in 6,2 secondi con una velocità massima di 230 km/h. Nella versione stradale la trazione è solo anteriore anziché integrale.
Le modifiche apportate alla vettura rispetto alle altre versioni della i20 si concentrano anche sul telaio che è stato rinforzato in 12 punti diversi e con una nuova geometria delle sospensione, camber aumentato, nuova barra antirollio, nuove molle e nuovi ammortizzatori.

## Storia

### Stagione 2022
Il campionato del mondo Rally 2022 non si apre nel migliore dei modi per il team Hyundai, nel rally del principato il risultato migliore è solo un sesto posto del veterano Thierry Neuville, entrambe ritirate le vetture di Ott Tanak e Oliver Solberg. Unico riscontro positivo di questo rally è la vittoria della prima prova speciale nella storia della Hyundai i20 N Rally1: "Brianconnet/ Entrevaux 1 ( 14,26 km, start 10.08) con un grandioso Thierry Neuville che stampa il tempo migliore: 8:54:0. 

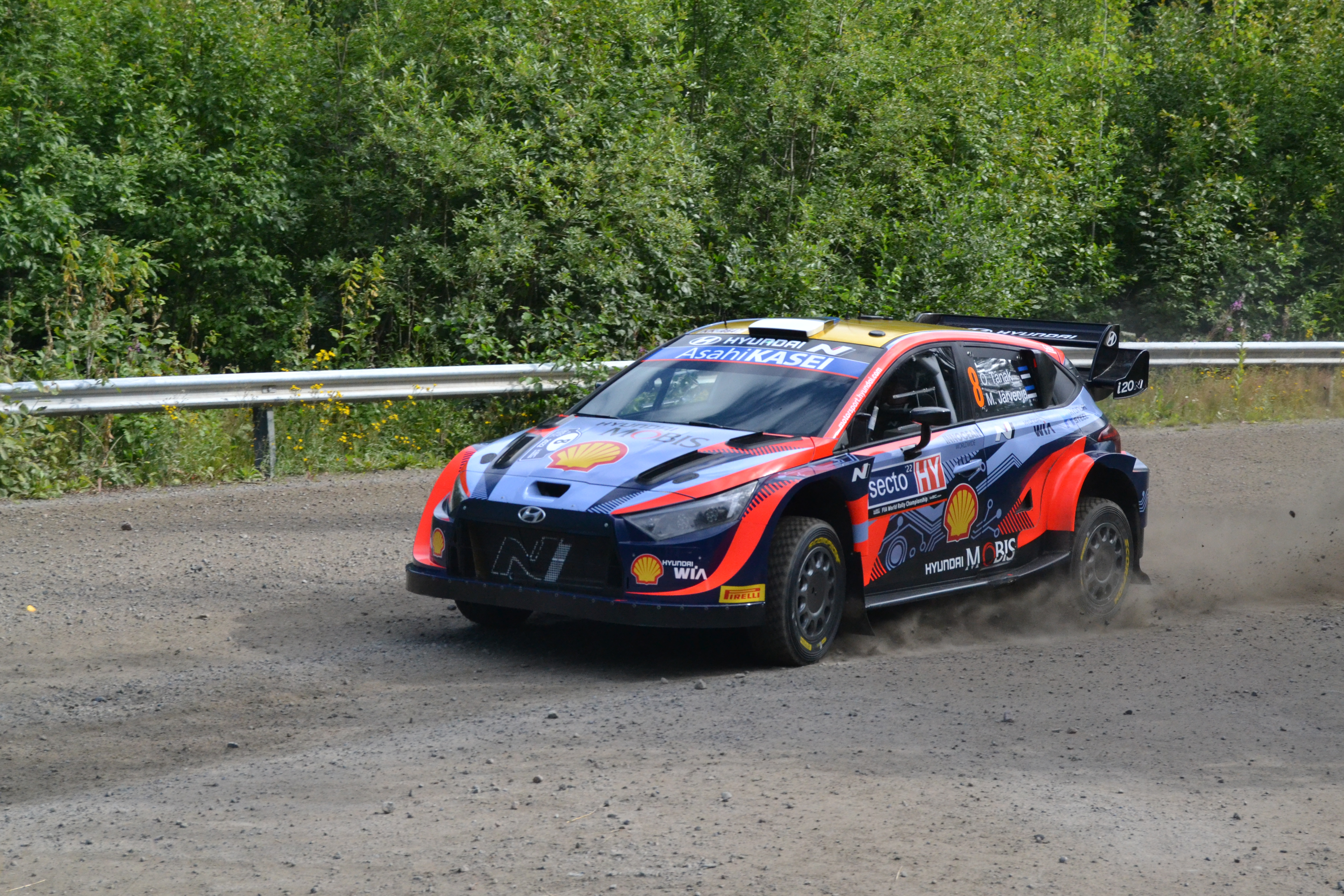
Ott Tanak al Rally di Finlandia 2022

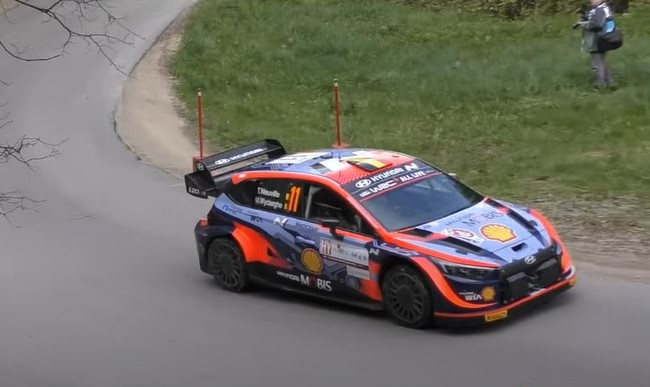
Neuville alla guida della Hyundai i20 N Rally1

Un risultato migliore del precedente è stato riscontrato al rally di Svezia con il secondo posto di Thierry Neuville a 22 secondi dal più veloce e futuro campione del mondo Kalle Rovampera, ancor migliore è il riscontro avuto nella terza prova del mondiale rally, in Croazia, Ott Tanak conquista la seconda piazza e Neuville chiude terzo, ancora lontano però dall'impensierire Kalle Rovampera. Nella quarta prova del mondiale in Portogallo torna sul podio Dani Sordo, molto bravo a rimanere attaccato ai tempi dei primi e altrettanto bravo nell'approfittare delle difficoltà dei suoi compagni di squadra. Il capolavoro del team coreano arriva pero nel rally di Sardegna, Ott Tanak vince infatti il rally di Sardegna e Dani Sordo, suo territorio privilegiato, finisce in terza posizione.Il campione del mondo 2019 ha vinto infatti 9 stage ed è stato premiato ai Bastioni Magellano di Alghero. Un paio di prove vinte nella seconda giornata di gara, invece, per i terzi assoluti Sordo-Carrera che hanno regalato a Hyundai Shell Mobis World Rally Team la doppietta a podio e il successo nella Power Stage. Con le prestazioni di Tanak e Sordo, Hyundai riduce le distanze nella classifica costruttori del campionato con Toyota. La Casa giapponese mantiene la testa con 200 punti separata ora solo da 39 punti. Cambia invece la top 3 dei driver perché Tanak scalza dal terzo posto del campionato Katsuta. Invariati i primi due posti con Rovanpera (120 punti) e Neuville (65 punti), a tre distanze dall’estone. Il giapponese scivola ora al quinto posto, sorpassato anche da Breen. Molto più complicata è stata la prova nel rally del Kenya, con bel 8 minuti di ritardo il migliore del team Hyundai è stato Thierry Neuville che chiude solo in quinta posizione. Torna sul podio al terzo posto, a casa sua, Ott Tanak, infatti al Rally dell'Estonia le Hyundai i20 si posizionano al terzo e quarto posto con Thierry Neuville. La Hyundai è tornata a vincere una tappa del WRC in occasione del Rally di Finlandia, ottavo appuntamento del Mondiale Rally WRC 2022. Ott Tanak dopo aver dominato sugli sterrati della Sardegna al volante della Hyundai i20 N Rally 1si è ripetuto su quelli finlandesi, vincendo il rally davanti alle GR Yaris Rally1 di Kalle Rovanpera e Esapekka Lappi. Risultato bissato nel rally del Belgio. a Hyundai e Ott Tanak dopo la vittoria in Finlandia conquistano il primo posto anche in Belgio, nona tappa del Mondiale Rally WRC 2022. L’estone ha approfittato anche dell’incidente che ha messo fuori gioco il compagno di squadra Thierry Neuville, imprendibile sull’asfalto di casa. Un incidente ha messo fuori gioco anche il leader del mondiale Kalle Rovanpera. Perciò al termine Tanak ha vinto il Rally del Belgio di Ypes davanti alle Toyota di Elfyn Evans e Esapekka Lappi. Hyundai ha dominato il Rally dell’Acropoli in Grecia, decima tappa del Mondiale Rally WRC 2022, conquistando il suo primo triplo podio nel Campionato del Mondo Rally FIA (WRC). Thierry Neuville ha guidato l’1-2-3 nell’ultima giornata di gara, con Ott Tänak e Dani Sordo rispettivamente al secondo e terzo posto, assicurando un risultato storico per il team Hyundai e la i20 N Rally1. Negativi invece i risultati del team Toyota che ha dovuto fare i conti con l’incidente a Rovanpera e il ritiro di Lappi ed Evans per problemi tecnici. La stagione terminerà con un terzo posto di Ott Tanak al rally di Nuova Zelanda, il secondo posto di Neuville al rally di Spagna e la vittoria dello stesso al Rally del Giappone che chiude il campionato del mondo rally 2022.
In conclusione, Hyundai termina al secondo posto nella classifica costruttori con 455 punti, Tanak terminò secondo a 205 punti, -50 da Rovampera. Thierry Neuville termina al terzo posto a 193 punti, Solberg dodicesimo a 33 punti e Dani Sordo ottavo a 59 punti.

## Palmarès

### Campionato del mondo rally
- - 1 Campionato del mondo piloti (2024)

### Vittorie nel WRC
| N° | Stagione | Evento                     | Pilota           | Co-pilota        | Versione |
| -- | -------- | -------------------------- | ---------------- | ---------------- | -------- |
| 1  | 2022     | Rally di Sardegna          | Ott Tänak        | Martin Järveoja  | Hybrid   |
| 2  | 2022     | Rally di Finlandia         | Ott Tänak        | Martin Järveoja  | Hybrid   |
| 3  | 2022     | Rally di Ypres             | Ott Tänak        | Martin Järveoja  | Hybrid   |
| 4  | 2022     | Rally dell'Acropoli        | Thierry Neuville | Martijn Wydaeghe | Hybrid   |
| 5  | 2022     | Rally del Giappone         | Thierry Neuville | Martijn Wydaeghe | Hybrid   |
| 6  | 2023     | Rally di Sardegna          | Thierry Neuville | Martijn Wydaeghe | Hybrid   |
| 7  | 2023     | Rally dell'Europa Centrale | Thierry Neuville | Martijn Wydaeghe | Hybrid   |
| 8  | 2024     | Rally di Monte Carlo       | Thierry Neuville | Martijn Wydaeghe | Hybrid   |
| 9  | 2024     | Rally di Svezia            | Esapekka Lappi   | Janne Ferm       | Hybrid   |
| 10 | 2024     | Rally di Sardegna          | Ott Tänak        | Martin Järveoja  | Hybrid   |
| 11 | 2024     | Rally dell'Acropoli        | Thierry Neuville | Martijn Wydaeghe | Hybrid   |
| 12 | 2024     | Rally dell'Europa Centrale | Ott Tänak        | Martin Järveoja  | Hybrid   |
| 13 | 2025     | Rally dell'Acropoli        | Ott Tänak        | Martin Järveoja  | -        |